# Concepción de Ataco

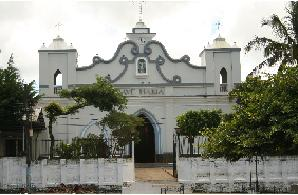
Kirche der Unbefleckten Empfängnis in Ataco (Iglesia de la Inmaculada Concepción de María)

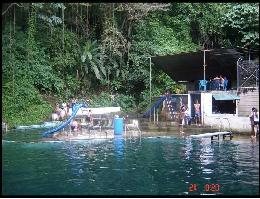
Badeanstalt Atzumpa (Piscinas de Atzumpa)

Concepción de Ataco ist ein Municipio in El Salvador im Departamento Ahuachapán.

## Name
Der Nawat-Name Ataco bzw. Ataku wird als „Ort der hoch gelegenen Quellen“ gedeutet. Wortbestandteile sind at (nahuatl atl) „Wasser“, aku (aco) „erhoben, hoch gelegen“ und die Lokativendung -ku (-co).

## Geschichte
Das alte Ataco war eine Gründung der Pipil. Um etwa 1200 kam die Gegend unter die Herrschaft von Cuzcatlan.
Die einstige Herrschaft von Cuzcatlan wurde 1528 endgültig von den Spaniern erobert. Während der ganzen Kolonialzeit gehörte Ataco zur Provincia de los Izalcos oder zur Alcaldía Mayor de Sonsonate. Nach Angaben des Erzbischofs Pedro Cortes y Larraz gehörte Ataco 1770 zur Parroquia Ahuachapán und seine Bevölkerung bestand aus 303 Pipil-Familien mit 784 Personen, die als Muttersprache Nawat (Pipil), daneben aber auch Spanisch sprachen.
Am 12. Juni 1824 kam Ataco zunächst an das Departement Sonsonate. Per Dekret wurde das Dorf am 8. Februar 1855 ins Departamento Santa Ana eingegliedert. 1866 stellte das Municipio Ataco den Antrag auf Loslösung von Santa Ana und Anschluss ans Departamento Sonsonate, doch mit der Schaffung des Departamento Ahuachapán wurde es am 26. Februar 1869 demselben angeschlossen. Um 1858 hatte es 972 Einwohner, im Jahre 1890 hatte das Municipio 2860 Einwohner.

## Sehenswürdigkeiten
Die Kirche der Unbefleckten Empfängnis (Iglesia de la Inmaculada Concepción de María) hat Platz für 500 Gottesdienstbesucher. Sie wurde bei einem Erdbeben 2001 zerstört und 2003 wieder aufgebaut. Viele koloniale Gebäude sind gut erhalten; viele Hauswände sind mit bunten Wandmalereien geschmückt.
Bei Atzumpa gibt es kalte Quellen, deren klares Wasser als Badeanstalt genutzt wird. Der Ort ist auf Grund seines frischen Klimas und seiner Landschaft mit subtropischem Wald beliebt.

## Pipil-Kultur
Noch in der ersten Hälfte des 20. Jahrhunderts war Ataco ein Zentrum der Pipil-Kultur. Die Pipil-Sprache Nawat ist infolge der harten Unterdrückung seit dem Genozid an den Pipil 1932 praktisch ausgestorben.

## Politische Gliederung
Die elf Cantone des Municipios Concepción de Ataco heißen: El Arco, El Limo, El Naranjito, El Tronconal, La Ceiba, La Joya de los Apantes, Los Tablones, San José, Shucutitán und Texusín Chirizo.